# Michael Quintero
Michael Quintero (* 11. Juli 1980 in Medellín) ist ein kolumbianischer Tennisspieler.

## Karriere
Michael Quintero spielt hauptsächlich auf der ATP Challenger Tour und der ITF Future Tour. Er feierte bislang 10 Einzel- und 13 Doppelsiege auf der Future Tour. Auf der ATP Challenger Tour gewann er bis jetzt das Turnier in Bogotá im Jahr 2006.
Sein Debüt im Einzel auf der ATP World Tour gab er im September 2003 beim ATP Turnier in Costa do Sauípe, wo er jedoch in der Auftaktrunde gegen Hermes Gamonal in zwei Sätzen verlor. Im Doppel erfolgte bei den Claro Open Colombia 2013 in Bogotá, der erste Auftritt auf World-Tour-Niveau. Hierbei bildete Quintero ein Doppelpaar mit Emilio Gómez. Sie verloren ihre Auftaktpartie bei diesem Turnier klar in zwei Sätzen gegen Purav Raja und Divij Sharan und schieden aus. Der nächste Auftritt im Doppel auf der World Tour erfolgte bei den Claro Open Colombia 2014, wo er, dieses Mal an der Seite von Facundo Argüello, ebenfalls in der ersten Runde verlor.
Michael Quintero spielt seit 2000 für die kolumbianische Davis-Cup-Mannschaft. Für diese trat er in 16 Begegnungen an, wobei er im Einzel eine Bilanz von 12:3 und im Doppel eine von 1:5 aufzuweisen hat.

## Erfolge
| Legende (Anzahl der Siege)  |
| Grand Slam                  |
| ATP World Tour Finals       |
| ATP World Tour Masters 1000 |
| ATP World Tour 500          |
| ATP World Tour 250          |
| ATP Challenger Tour (1)     |

### Doppel

#### Turniersiege
| Nr. | Datum         | Turnier | Belag | Partner      | Finalgegner                             | Ergebnis  |
| --- | ------------- | ------- | ----- | ------------ | --------------------------------------- | --------- |
| 1.  | 23. Juli 2006 | Bogotá  | Sand  | Daniel Garza | Rogério Dutra da Silva Martín Vilarrubí | 7:66, 6:4 |